# Soini (Finlandia)
Soini es un municipio de Finlandia.
Se localiza en la provincia de Finlandia Occidental y es parte de la región de Ostrobotnia del Sur. El municipio posee una población de 2.252 (30 de junio de 2015) y cubre un área de 574.24 km² de los cuales 22.17 km² son agua. La densidad de población es de 4.08 habitantes por cada km².
El municipio es monolingüe y su idioma oficial es el finés.

## Galería

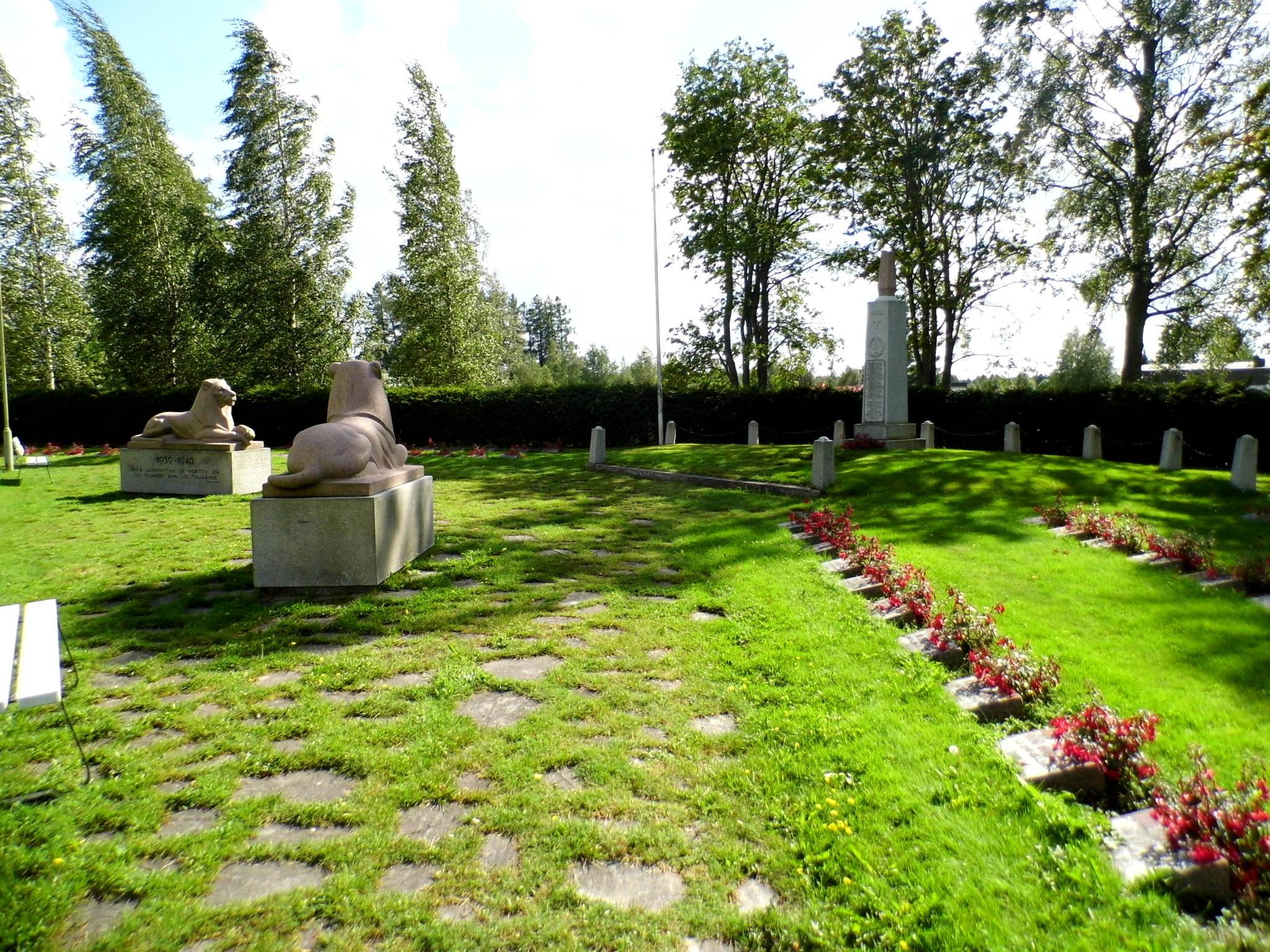
Cementerio militar en la Iglesia de Soini, Finlandia

## Personas nacidas en Soini
- Aukusti Mäenpää (1891 – 1933)
- Eino Uusitalo (1924 – 2015)
- Pekka Pesola (1925)
- Jorma Huuhtanen (1945)
- Aulis Akonniemi (1958)
- Merja Korpela (1981)
- Noora Hautakangas (1984)